# Alabama Department of Corrections
Das Alabama Department of Corrections (ADOC) ist die Strafvollzugsbehörde des US-Bundesstaates Alabama. Der Hauptsitz befindet sich auf dem Gelände des Alabama Criminal Justice Center in Montgomery. Seit Januar 2022 ist John Hamm der Commissioner des ADOC.

## Geschichte

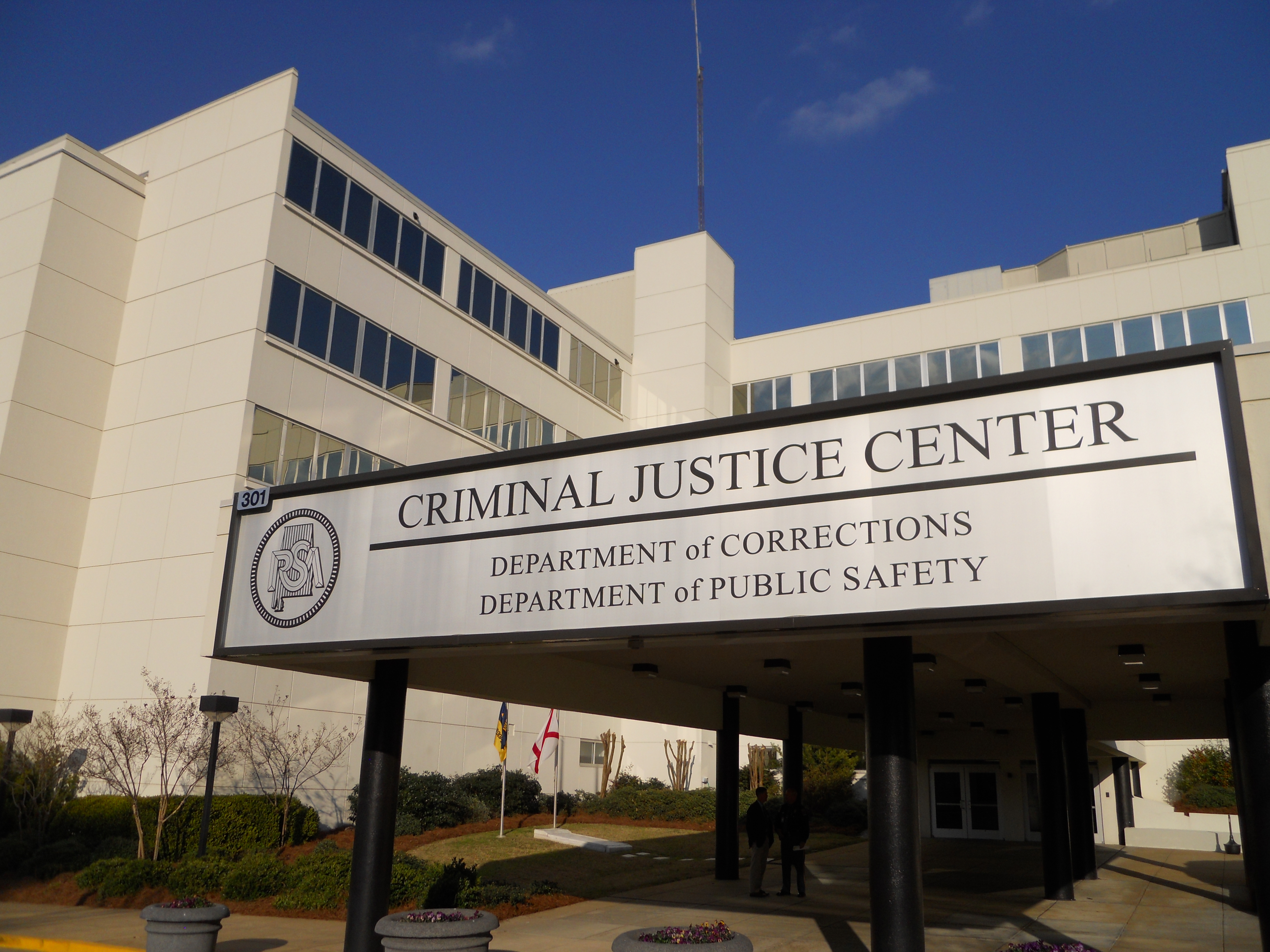
Hauptsitz in den Gebäuden des Criminal Justice Centers

Im Oktober 1841 wurde das erste Gefängnis Alabamas mit 208 Zellen nahe dem Coosa River in Wetumpka eröffnet, in welchem die Gefangenen in Kohleminen und Sägewerken arbeiten mussten. Die offizielle Gründung des Alabama Department of Corrections per Gesetz fand am 3. Februar 1983 statt. Kurz nach der Gründung wurde die erste Exekution seit dem Hinrichtungsstopp aufgrund von Verfassungswidrigkeit in 1965 durchgeführt. Bis 2007 bestand für Gefangene die Möglichkeit auf Farmen zu arbeiten, welche aber aufgrund von gesunkenen Verkaufspreisen für die erwirtschafteten Güter eingestellt und die Farmen verkauft wurden.

### Demographie
Alabama hat die sechsthöchste Anzahl an Gefangenen der USA pro 100.000 Einwohner (Stand: 31. Dezember 2018). 91,5 % der Gefangenen sind männlich, 8,5 % weiblich. Mit 16,1 % ist der überwiegende Teil zwischen 36 und 40 Jahren alt.

## Todesstrafe
Der Todestrakt für männliche Gefangene befindet sich in der William C. Holman Correctional Facility im Escambia County und in der William E. Donaldson Correctional Facility im Jefferson County, für weibliche Gefangene im Julia Tutwiler Prison for Women im Elmore County. Alle Exekutionen werden in der William C. Holman Correctional Facility durchgeführt. Die erste Exekution fand 1927 statt, seitdem wurden 217 Personen hingerichtet.

## Gefängnisse
Das Georgia Department of Corrections verfügt über 14 Gefängnisse und 12 Community Work Center; ein Gefängnis in Alabama wird privat von der Geo Group betrieben.